# Xã Flint, Michigan
Xã Flint (tiếng Anh: Flint Township) là một xã thuộc quận Genesee, tiểu bang Michigan, Hoa Kỳ. Năm 2010, dân số của xã này là 31.929 người.